# Neckeradelphus obtusifolius
Neckeradelphus obtusifolius là một loài Rêu trong họ Neckeraceae. Loài này được (Taylor) Steere miêu tả khoa học đầu tiên năm 1948.